# Leichtathletik-Europameisterschaften 1938/800 m der Männer

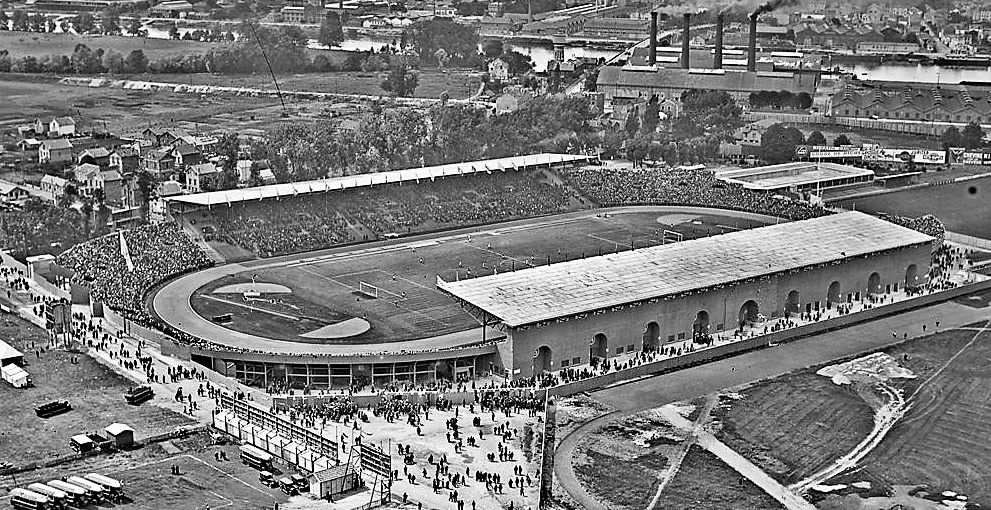
Olympiastadion in Paris 1924

Der 800-Meter-Lauf der Männer bei den Leichtathletik-Europameisterschaften 1938 wurde am 3. und 4. September 1938 im Stade Olympique der französischen Hauptstadt Paris ausgetragen.
Europameister wurde der Deutsche Rudolf Harbig, der vor dem Franzosen Jacques Lévèque gewann. Bronze ging an den Italiener Mario Lanzi.

## Rekorde

### Bestehende Rekorde
| Weltrekord           | 1:49,2 min | Sydney Wooderson | Motspur Park in London, Großbritannien | 20. August 1938   |
| Europarekord         | 1:49,2 min | Sydney Wooderson | Motspur Park in London, Großbritannien | 20. August 1938   |
| Meisterschaftsrekord | 1:51,8 min | Mario Lanzi      | EM Turin, Italien (Vorlauf)            | 8. September 1934 |

Anmerkung zum Weltrekord:
Sydney Wooderson lief den Rekord auf einer Strecke von 880 Yards, das entspricht 804,672 Metern.

### Rekordverbesserungen
Der bestehende EM-Rekord wurde verbessert. Darüber hinaus wurden zwei neue Landesrekorde aufgestellt.
- Meisterschaftsrekord:
  - 1:50,6 min – Rudolf Harbig (Deutsches Reich), Finale am 4. September
- Landesrekorde:
  - 1:50,6 min – Rudolf Harbig (Deutsches Reich), Finale am 4. September
  - 1:52,3 min – Sjabbe Bouman (Niederlande), Finale am 4. September

## Vorrunde
3. September 1938, 16:20 Uhr
Die Vorrunde wurde in drei Läufen durchgeführt. Die ersten drei Athleten pro Lauf – hellblau unterlegt – qualifizierten sich für das Finale. Als weiterer Finalist kam der Vierte des dritten Vorlaufs hinzu. Es bleibt unklar, wieso gerade er als Läufer mit der schwächsten Zeit aller Viertplatzierten das Finale komplettierte.
Auch die Einteilung der Vorläufe wirft wieder Fragen auf. Der erste Vorlauf war mit lediglich vier Athleten besetzt, während in den anderen beiden Rennen jeweils sieben Läufern antraten.

### Vorlauf 1

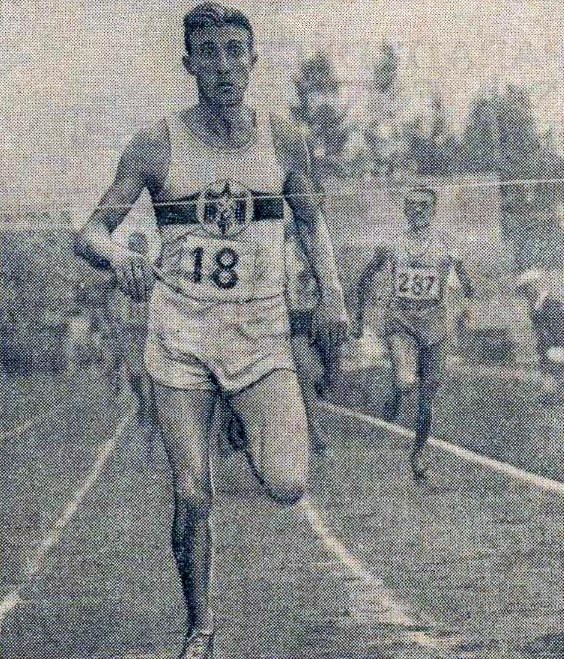
Rudolf Harbig gehörte zu den besten Mittelstrecklern Ende der 1930er Jahre und wurde Europameister mit deutlichem Vorsprung

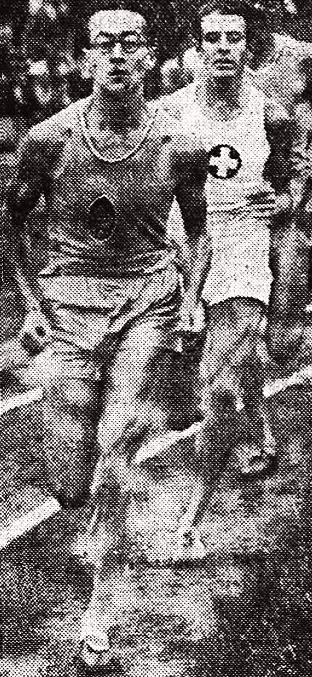
Vizeeuropameister Jacques Lévèque – hier als Sieger im Länderkampf Frankreich vs. Schweiz im Jahr 1938

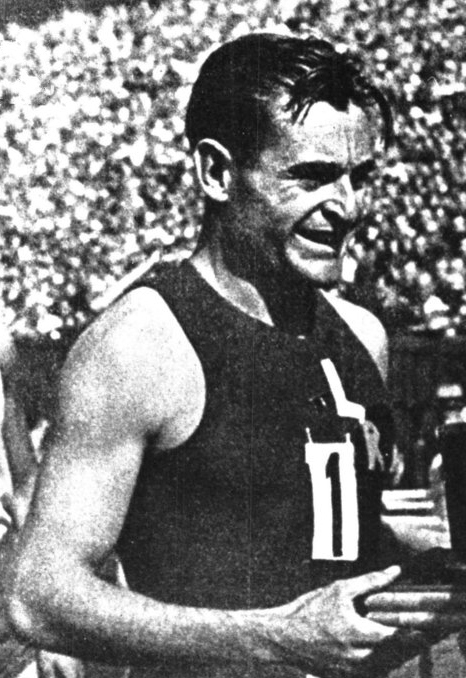
Bronzemedaillen-
gewinner Mario Lanzi

| Platz | Name            | Nation             | Zeit (min) |
| ----- | --------------- | ------------------ | ---------- |
| 1     | Mario Lanzi     | Königreich Italien | 1:53,6     |
| 2     | Jacques Lévèque | Frankreich         | 1:54,1     |
| 3     | Lennart Nilsson | Schweden           | 1:54,2     |
| 4     | Frank Handley   | Großbritannien     | 1:55,0     |

### Vorlauf 2
| Platz | Name             | Nation          | Zeit (min) |
| ----- | ---------------- | --------------- | ---------- |
| 1     | Rudolf Harbig    | Deutsches Reich | 1:54,3     |
| 2     | Bertil Andersson | Schweden        | 1:54,9     |
| 3     | Paul Faure       | Frankreich      | 1:55,2     |
| 4     | Ferenc Temesvári | Ungarn          | 1:55,4     |
| 5     | Alfred Baldwin   | Großbritannien  | 1:56,6     |
| 6     | Emil Goršek      | Jugoslawien     | 2:01,4     |
| 7     | Charles Stein    | Luxemburg       | NT         |

### Vorlauf 3
| Platz | Name             | Nation             | Zeit (min) |
| ----- | ---------------- | ------------------ | ---------- |
| 1     | Sjabbe Bouman    | Niederlande        | 1:56,8     |
| 2     | Tauno Peussa     | Finnland           | 1:57,7     |
| 3     | Gusztáv Harsányi | Ungarn             | 1:58,4     |
| 4     | Paul Minder      | Schweiz            | 1:58,6     |
| 5     | Eraldo Colombo   | Königreich Italien | 1:58,6     |
| 6     | Antonio Calado   | Portugal           | 1:58,8     |
| 7     | Wacław Gąssowski | Polen              | 2:02,0     |

## Finale
4. September 1938, 16:15 Uhr
| Platz | Name             | Nation             | Zeit (min)   |
| ----- | ---------------- | ------------------ | ------------ |
| 1     | Rudolf Harbig    | Deutsches Reich    | 1:50,6 CR/NR |
| 2     | Jacques Lévèque  | Frankreich         | 1:51,8       |
| 3     | Mario Lanzi      | Königreich Italien | 1:52,0       |
| 4     | Sjabbe Bouman    | Niederlande        | 1:52,3 NR    |
| 5     | Bertil Andersson | Schweden           | 1:53,0       |
| 6     | Tauno Peussa     | Finnland           | 1:55,5       |
| 7     | Paul Faure       | Frankreich         | 00NT         |
| 8     | Lennart Nilsson  | Schweden           | 00NT         |
| 9     | Paul Minder      | Schweiz            | 00NT         |
| DNF   | Gusztáv Harsányi | Ungarn             |              |